# Comics Code Authority

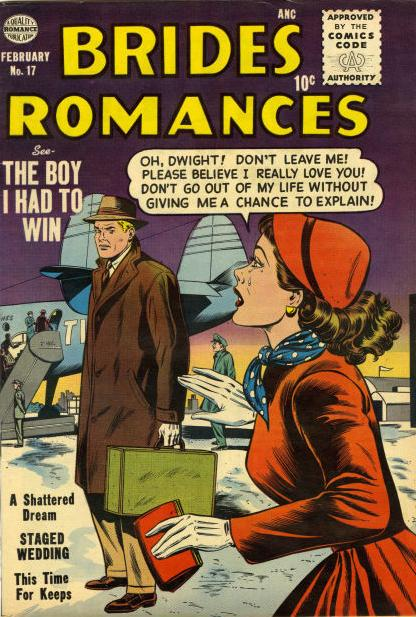
Quadrinho romântico aprovado pelo Comics Code Authority.O selo do código pode ser visto no alto da capa, à direita.

O Comics Code Authority foi criada em 1954 pela Comics Magazine Association of America  (Associação Americana de Revistas em Quadrinhos), como uma alternativa à regulamentação governamental. A CCA permitia que as editoras de quadrinhos americanos se autorregulassem quanto ao conteúdo de suas revistas em quadrinhos. O código era voluntário, pois não havia nenhuma lei que exigisse seu uso, embora alguns anunciantes e varejistas o considerassem um sinal de garantia. Algumas editoras, como a Dell, Western e a Gilberton (responsável pela revista Classics Illustrated, dedicada a adaptações literárias), nunca o adotaram. Esse código, conhecido como “Comics Code”, permaneceu em vigor até o início do século XXI.
A criação da CCA ocorreu após um pânico moral motivado por uma série de audiências no Senado dos EUA e pela publicação do livro o Seduction of the Innocent. (A Sedução do Inocente), do psiquiatra Fredric Wertham.
O Comics Code surgido em 1954 era uma adaptação dos códigos existentes tanto na DC Comics, quanto na Archie Comics (editora que comandava a associação).
As editoras membros enviavam seus quadrinhos à CCA, que os analisava para verificar se estavam em conformidade com o código. Caso estivessem, autorizava o uso de seu selo na capa da revista. No auge de sua influência, a CCA funcionava como uma censura de fato para toda a indústria de quadrinhos dos Estados Unidos, com a maioria dos títulos dependendo do selo para serem publicados.
No início dos anos 2000, as editoras passaram a contornar o código. A Marvel Comics o abandonou em 2001. Em 2010, apenas três grandes editoras ainda o seguiam: DC Comics, Archie Comics e Bongo Comics. A Bongo rompeu com a CCA em 2010. DC e Archie fizeram o mesmo em janeiro de 2011, causando o fim oficial do código.

## Início
A Comics Magazine Association of America (CMAA) foi formada em setembro de 1954 em resposta à preocupação pública generalizada com a violência gráfica e imagens de terror nas histórias em quadrinhos. Ela nomeou o magistrado de Nova York, Charles F. Murphy (1920–1992), especialista em delinquência juvenil, para liderar a organização e elaborar um "código de ética e padrões" de autorregulamentação para a indústria. Murphy criou a Comics Code Authority (CCA), baseando-se em um código anterior, de 1948, elaborado pela Association of Comics Magazine Publishers, que, por sua vez, havia sido vagamente inspirado no Código de Produção de Hollywood de 1940, conhecido como "Código Hays".
Antes da adoção do CCA, algumas cidades já haviam organizado queimas públicas e banimentos de revistas em quadrinhos. Os conselhos municipais de Oklahoma City e Houston aprovaram leis proibindo quadrinhos de crime e terror, embora uma tentativa semelhante pelo condado de Los Angeles tenha sido considerada inconstitucional pelos tribunais. Em sua introdução à coletânea Archie Americana Series Best of the Fifties, o editor Victor Gorelick relembrou o código, escrevendo: “Minha primeira tarefa, como novo assistente de arte, foi remover decotes e levantar blusas cavadas da personagem Katy Keene.” Ele também escreveu que o artista Harry Lucey quase perdeu o emprego por seu estilo sugestivo: “Quando os rascunhos de suas histórias chegavam, os personagens só estavam vestidos em uma das páginas. Uma mulher chamada Terry Szenics, que era arte-finalista, teve de desenhar roupas nas demais páginas.”
Embora o CCA não tivesse controle oficial sobre as editoras, a maioria dos distribuidores se recusava a trabalhar com quadrinhos que não ostentassem o selo de aprovação. No entanto, duas grandes editora Dell Comics e Gold Key Comics (selo da Western) não usavam o selo, pois seu conteúdo já era supervisionado por licenciadores como a Disney e os produtores de programas infantis de TV.
Por não seguir o CCA, essas editoras conseguiram lançar quadrinhos de terror,  o CCA também não afetava as tiras de jornal (comic strips), estas eram tratadas de maneira diferente das revistas em quadrinhos (comic books), sendo mais valorizadas e respeitadas dentro da indústria.

## Críticas e aplicação
Algumas editoras prosperaram sob essas restrições; outras cancelaram títulos e se adaptaram ao conteúdo permitido pelo código; algumas faliram. Na prática, a ausência de aprovação do CCA levava à falta de distribuição, já que os distribuidores serviam como o "braço de execução" do CCA, aceitando apenas quadrinhos com o selo.
Outras editoras acabaram falindo ou simplesmente deixaram de publicar quadrinhos, o que fez com que muitas revistas e personagens acabassem entrando em domínio público, de acordo com a lei americana, devido à falta de renovação do copyright.
O editor William Gaines da EC Comics acreditava que as cláusulas proibindo as palavras "crime", "horror" e "terror" nos títulos foram feitas para atingir suas séries mais vendidas: Crime SuspenStories, The Vault of Horror e Tales from the Crypt.
Fredric Wertham, crítico dos quadrinhos, considerava o código uma medida insuficiente. Já o analista Scott McCloud disse que era como se as exigências para um filme ganhar classificação "livre" tivessem dobrado e nenhuma outra classificação fosse permitida. Em uma entrevista publicada na revista The Comics Journal em 1989, Wertham reafirmou que nunca defendeu a censura, mas sim um controle mais rigoroso do conteúdo das publicações voltadas ao público infanto-juvenil, posteriormente, ele se concentrou o seu interesse sobre os aspectos benignos da subcultura do fandom de quadrinhos e ficção científica; em seu último livro, The World of Fanzines (1974), ele concluiu que fanzines eram "um exercício construtivo e saudável de impulsos criativos".

### “Judgment Day”
Em um dos primeiros confrontos entre uma editora e o CCA, William Gaines republicou a história “Judgment Day” (originalmente publicada em Weird Fantasy #18, abril de 1953) na edição Incredible Science Fiction #33 (fevereiro de 1956), substituindo uma história rejeitada pelo código. No entanto, o CCA também se opôs a “Judgment Day” por ter um protagonista negro, algo que  não proibido pelo código, mas que incomodou o administrador Charles Murphy. A história, escrita por Al Feldstein e ilustrada por Joe Orlando, era uma alegoria contra o racismo, cujo impacto seria anulado se o protagonista não fosse negro. Murphy exigiu a mudança do painel final, mas Gaines ameaçou divulgar a censura à imprensa, e Murphy cedeu. Pouco depois, desgastado pelas restrições, Gaines deixou de publicar quadrinhos e concentrou-se na revista Mad, afim de evitar problemas, a EC adotou um formato diferente das revistas em quadrinhos e passou para o "magazine", 21,5 x 28 cm, formato conhecido no Brasil por ser usado na revistaVeja.

### Critérios do Código de 1954

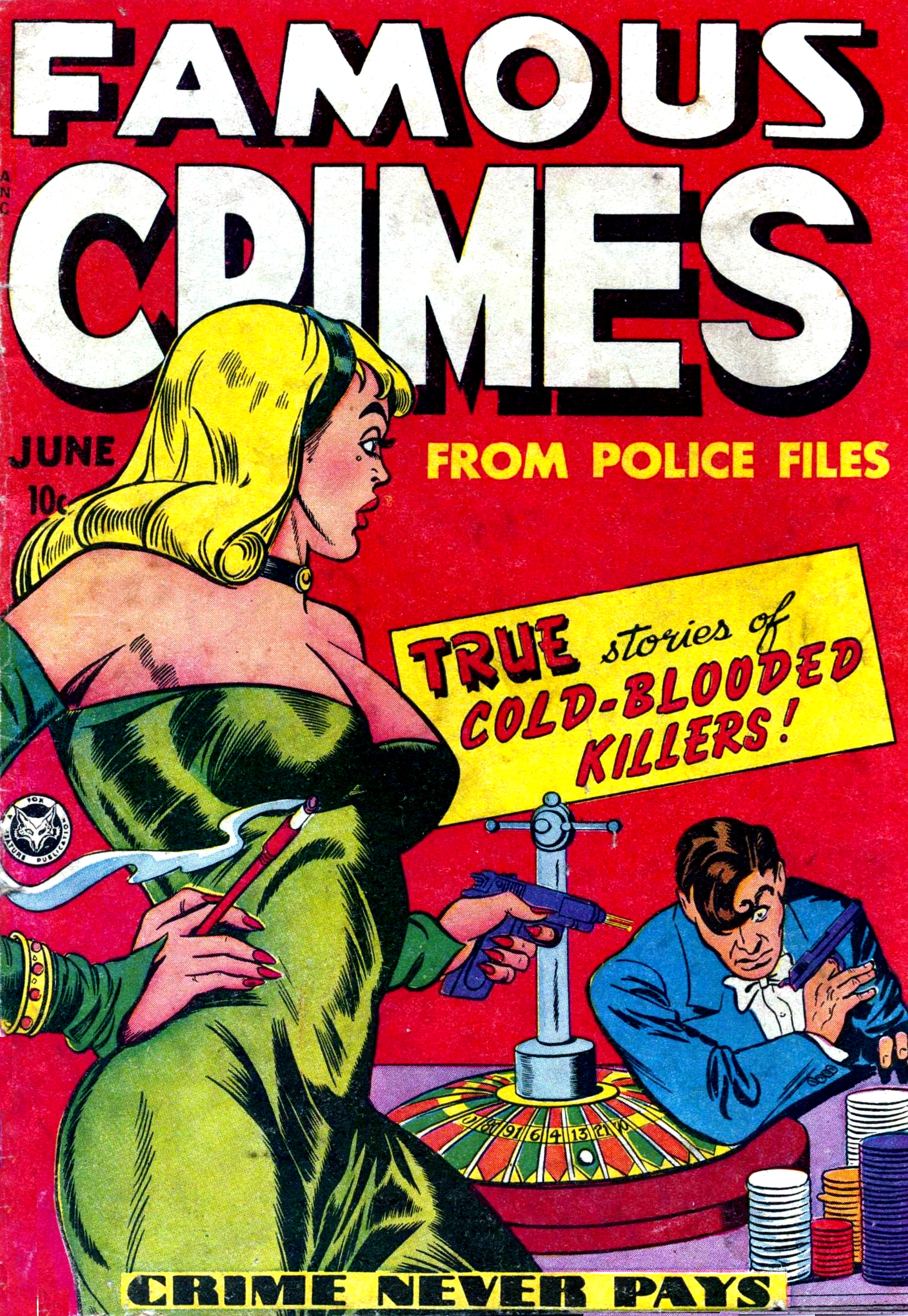
Exemplo de revista de crime pré-código

Alguns dos principais pontos:

#### Crimes
- Os crimes nunca devem ser apresentados de forma que criem simpatia pelo criminoso, promovam desconfiança nas forças da lei e da justiça, ou inspirem outros a imitar criminosos.
- Cenas de violência excessiva são proibidas. Cenas de tortura brutal, uso excessivo e desnecessário de facas e armas de fogo, agonia física, crimes sangrentos e horrendos devem ser eliminadas.
- Criminosos não devem ser apresentados de forma glamourosa ou em posição que desperte desejo de imitação.
- Policiais, juízes, autoridades governamentais e instituições respeitadas nunca devem ser apresentados de forma que gerem desrespeito à autoridade estabelecida.
- Todas as cenas de horror, derramamento excessivo de sangue, crimes horrendos ou repulsivos, depravação, luxúria, sadismo e masoquismo não são permitidas.
- Nenhuma revista em quadrinhos deve usar as palavras "horror" ou "terror" no título.
- Todas as ilustrações sensacionalistas, repulsivas e horrendas devem ser eliminadas.
- A inclusão de histórias tratando do mal deve ocorrer apenas quando o objetivo for ilustrar uma questão moral e, em nenhum caso, o mal deve ser apresentado de forma atraente ou que possa ferir a sensibilidade do leitor.
- Em todos os casos, o bem deve triunfar sobre o mal e o criminoso deve ser punido por seus crimes.
- Se o crime for retratado, deve ser mostrado como uma atividade sórdida e desagradável.
- Cenas que envolvam, ou instrumentos associados a, mortos-vivos, tortura, vampiros e vampirismo, ghouls, canibalismo e licantropia (transformações em lobisomem) são proibidas.

#### Linguagem e Moral
- Palavrões, obscenidades, linguagem vulgar ou símbolos que tenham adquirido significados indesejáveis são proibidos.
- Mulheres devem ser desenhadas de forma realista, sem exagero de quaisquer qualidades físicas.
- Ilustrações sugestivas e posturas sensuais são inaceitáveis.
- Nudez com propósito lascivo e posturas sensuais são proibidas na publicidade de qualquer produto; figuras vestidas nunca devem ser apresentadas de forma ofensiva ou contrária ao bom gosto ou à moral.
- Nudez, em qualquer forma, é proibida, assim como exposição indecente ou exagerada do corpo.
- Relações sexuais ilícitas não devem ser insinuadas nem retratadas. Cenas de estupro e “anormalidades sexuais” são inaceitáveis.
- Perversão sexual ou qualquer menção a ela é terminantemente proibida.
- Sedução e estupro nunca devem ser mostrados ou sugeridos.

### Anos 1960–1970

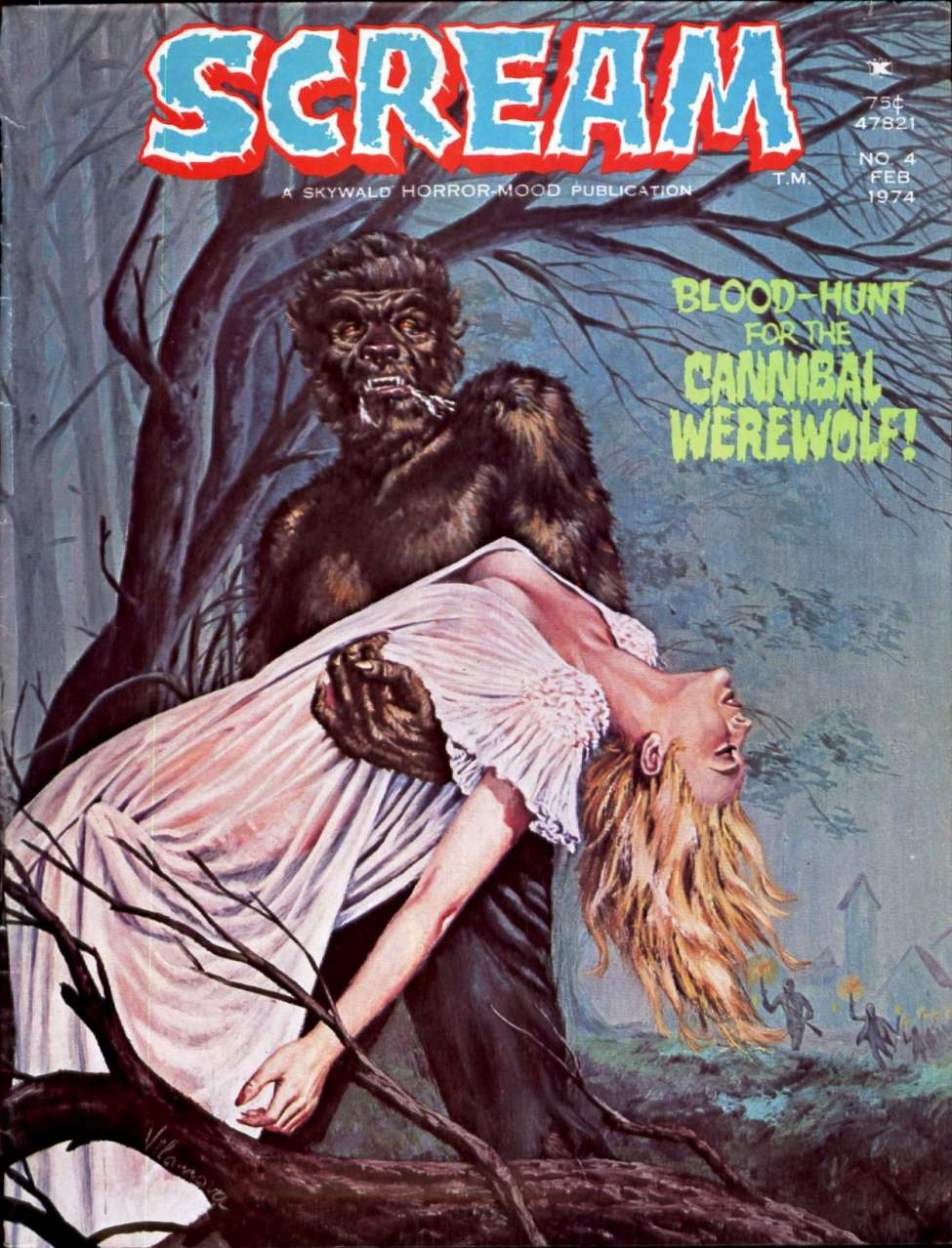
Revista Scream da Skywald

A partir de 1965, a Warren Publishing se destacou como uma das primeiras editoras a adotar com sucesso esse modelo de quadrinhos adultos no formato magazine. Ela lançou revistas em preto e branco como Creepy e Eerie, voltadas ao terror e à fantasia sombria, e contou com o talento de diversos artistas que haviam sido marcantes na fase de horror da EC Comics, extinta justamente por pressão do Comics Code. Outra editora que explorou o formato foi a Skywald.
Marv Wolfman teve seu sobrenome censurado por soar como “lobisomem”. A DC explicou que era o nome do roteirista. O CCA permitiu, com a condição de que seu nome aparecesse nos créditos, o que levou à prática de creditar os criadores nas HQs sobrenaturais da DC.

### Atualizações no Código
O Código foi revisado em 1971, permitindo:
- Representações excepcionais de corrupção e crime, desde que os criminosos fossem punidos.
- “Sugestão”, mas não representação, de sedução.
- Vampiros, lobisomens e ghouls se fossem tratados de forma “literária”, como em obras de Poe, Conan Doyle etc.

Zumbis ainda eram proibidos por falta de base literária, daí Marvel chamar os mortos-vivos de “zuvembies”. O termo foi usado inclusive em Avengers com o retorno do herói Wonder Man. A DC também publicou histórias com zumbis e demônios em Swamp Thing.

#### Homem-Aranha e drogas
Nos anos 1970, o Departamento de Saúde dos EUA pediu que Stan Lee escrevesse uma história sobre drogas. Lee escreveu uma trilogia em The Amazing Spider-Man #96–98 (maio–julho de 1971) mostrando os efeitos nocivos das drogas. Apesar de o Código não proibir explicitamente o tema, o CCA negou aprovação. Lee, com apoio de seu editor Martin Goodman, publicou mesmo assim — sem o selo. A história teve boa recepção e desmoralizou o CCA.

Lee comentou em 1998:
"Eu conseguia entendê-los; eles eram como advogados, pessoas que levam tudo ao pé da letra e tecnicamente. O Código dizia que você não podia mencionar drogas e, de acordo com as regras deles, eles estavam certos. Então eu nem fiquei bravo com eles naquela época. Eu disse: 'Dane-se' e simplesmente tirei o selo do Código dessas três edições. Depois voltamos a usá-lo novamente. Eu nunca pensava no Código enquanto escrevia uma história, porque, basicamente, eu nunca quis fazer nada que, na minha opinião, fosse violento ou sexual demais. Eu sabia que jovens liam esses quadrinhos, e se não houvesse Código, acho que eu não teria feito essas histórias de forma diferente."”
No entanto, durante a submissão da história do Homem-Aranha, o administrador da CCA, Leonard Darvin, estava “doente”, e o administrador interino John L. Goldwater (editor da Archie Comics) se recusou a aprovar a HQ, alegando que mostrava o uso de narcóticos, independentemente do contexto — ao contrário da história do Deadman, que apenas retratava uma transação de drogas em larga escala, sem uso explícito.
Stan Lee e a Marvel foram criticados por Carmine Infantino, diretor da DC Comics, por desafiar o código. Infantino declarou que a DC não faria nenhuma história sobre drogas “a menos que o código fosse alterado”.
No entanto, devido à repercussão positiva da história aprovada pelo próprio governo dos EUA, a CCA revisou o Código, permitindo a representação de “narcóticos ou dependência química” desde que fossem apresentados “como um hábito cruel”.
A própria DC então abordou o tema na revista Green Lantern/Green Arrow #85 (setembro de 1971), em uma história escrita por Dennis O'Neil e desenhada por Neal Adams, em que o ajudante adolescente do Arqueiro Verde, Speedy, é revelado como um viciado em heroína. A capa da edição trazia a frase: “A DC ataca o maior problema da juventude... as drogas!”
A Marvel também explorou o formato magazine na revista Savage Sword of Conan.
Anos 1980–1990
Durante as décadas de 1980 e 1990, houve um afastamento crescente da Comics Code Authority (CCA). Em 1984, a CCA negou o selo de aprovação para a edição #29 de Swamp Thing, mas a DC Comics decidiu continuar publicando a série sem a aprovação. Algumas séries subsequentes da DC, como Watchmen e The Dark Knight Returns (1986), foram lançadas sem jamais receberem o selo da CCA. Em 1993, o selo adulto Vertigo, também da DC, foi lançado já sem qualquer submissão ao Código.
Uma das editoras que adotou o selo tardiamente foi a Now Comics, que começou a exibi-lo em títulos lançados no início de 1989.
Abandono e legado
Em 2001, a CCA rejeitou uma edição da série X-Force, da Marvel, exigindo mudanças. Em vez disso, a Marvel decidiu parar de submeter seus quadrinhos à autoridade e criou seu próprio sistema de classificação etária.
A Bongo Comics deixou de usar o selo da CCA silenciosamente, sem nenhum anúncio oficial, em 2010.
A Comics Magazine Association of America (CMAA), responsável pela CCA, foi gerida por uma firma especializada em organizações comerciais, a Kellen Company, até 2009. Em 2010, algumas editoras, como a Archie Comics, chegaram a estampar o selo em seus quadrinhos sem submetê-los à aprovação da CMAA. O presidente da Archie na época, Mike Pellerito, afirmou que o código não afetava sua empresa da mesma forma que afetava outras, dizendo: “Não estamos prestes a começar a enfiar corpos dentro de geladeiras.”
A DC Comics anunciou oficialmente em 20 de janeiro de 2011 que deixaria de participar da CCA e adotaria um sistema próprio de classificação, semelhante ao da Marvel. A editora revelou que continuou submetendo quadrinhos até dezembro de 2010, mas não informou a quem.
No dia seguinte, a Archie Comics — última grande editora ainda participante do Código — também anunciou sua saída. Isso tornou a CCA oficialmente extinta.
Segundo reportagem da Newsarama de 24 de janeiro de 2011, a maioria dos anunciantes já havia deixado de considerar o selo da CCA nos últimos anos. A maior parte das novas editoras da época nunca se filiou ao código, mesmo quando seu conteúdo era compatível com as normas da CCA.
Em 29 de setembro de 2011, o Comic Book Legal Defense Fund, uma associação criada para defender a liberdade de expressão nas histórias em quadrinhos, adquiriu os direitos do selo para usar em produtos licenciados. Todo o lucro arrecadado com as vendas dos produtos será usado em despesas da fundação.
O selo da CCA pode ser visto entre os logotipos de produção nos minutos iniciais do filme Homem-Aranha no Aranhaverso (2018) e sua sequência Homem-Aranha: Através do Aranhaverso (2023). Em maio de 2021, a editora Binge Books anunciou que utilizou o selo na HQ Heroes Union, produzida por Roger Stern, Ron Frenz e Sal Buscema.

## No Brasil

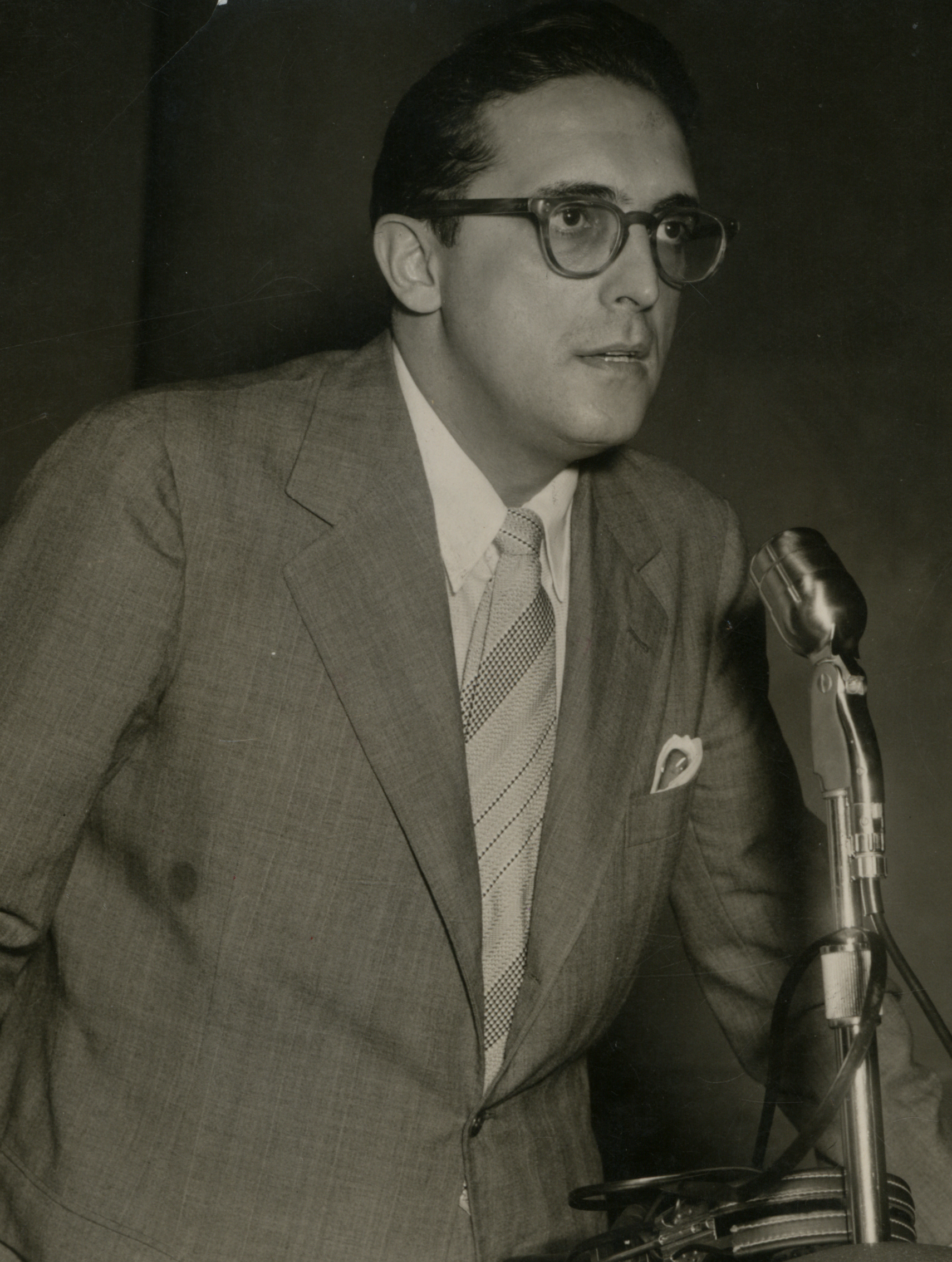
Carlos Lacerda foi um dos algozes dos quadrinhos no Brasil

As campanhas anti-quadrinhos no Brasil também se intensificaram, com as ideias de Fredric Wertham sendo disseminadas no país. Ainda em 1948, o Diário de Notícias publicou o artigo "As histórias em quadrinhos... Muito divertido!", que foi a primeira introdução das críticas de Wertham ao público brasileiro. Além disso, em 6 de julho de 1951,Carlos Lacerda, jornalista e político, publicou no seu jornal Tribuna da Imprensa o artigo "Os La Selva espalham o Terror Negro", denunciando as revistas de terror da Editora La Selva como má influência para as crianças. Lacerda também fundou o suplemento de quadrinhos Bamba, com o objetivo de oferecer histórias consideradas "mais saudáveis" para o público juvenil, trazendo material adaptado da revista católica francesa Cœurs vaillants. Em São Paulo, cartazes em forma de tiras com a frase “Hoje mocinho, amanhã, bandido” foram espalhados por diversos locais, alertando sobre o risco das narrativas de faroeste na formação moral dos jovens. A campanha refletia preocupações similares às de Fredric Wertham, que via nessas histórias uma forma disfarçada de narrativas criminais, repletas de violência. Em Seduction of the Innocent (1954), Wertham também criticava anúncios de armas em revistas, alegando que contribuíam para normalizar comportamentos agressivos entre os leitores. O cenário legal também refletia essas preocupações. A Lei nº 2.083, de 13 de novembro de 1953, trazia em seu artigo 53 a seguinte determinação:
“Não poderão ser impressos, nem expostos à venda ou importados, jornais ou quaisquer publicações periódicas de caráter obsceno, como tal declarados pelo Juiz de Menores, ou, na falta deste, por qualquer outro magistrado.”
Ainda naquele ano, o deputado Aarão Steinbruch apresentou um projeto de lei voltado para a defesa da produção nacional, propondo a criação de cotas obrigatórias para histórias em quadrinhos brasileiras, O projeto de Aarão tramitou por quase duas décadas, sendo arquivado apenas em 1973..
Em 1955, Adolfo Aizen (EBAL) e Alfredo C. Machado (Record) receberam um conjunto de nove livretos contendo todas as 41 regras do Comics Code Authority, o que influenciou diretamente os rumos editoriais no Brasil.
Influenciado pelos Estados Unidos, nos anos de 1960, as quatro principais editoras brasileiras: Abril, RGE, EBAL e O Cruzeiro criaram um código chamado "Código de Ética", este possuía um selo parecido com o do código americano, que dizia: "Aprovado pelo código de ética" e era estampado na capa dos gibis.
A base para esse código brasileiro incluía tanto o conteúdo do Comics Code original quanto os “Mandamentos das Histórias em Quadrinhos” da própria EBAL, criados por Adolfo Aizen ainda em 1954. Esses mandamentos já haviam sido aplicados, por exemplo, na série inglesa Romeo Brown, onde personagens femininas sensuais ganharam roupas mais comportadas. Mesmo quadrinhos americanos que já haviam passado pelo Comics Code nos EUA podiam ser submetidos a uma nova avaliação pelas editoras brasileiras. Apesar de tudo, o código brasileiro não teve a mesma força ou adesão que sua contraparte americana.
Em 1961, o então presidente Jânio Quadros elaborou um novo projeto de lei que previa a implementação de cotas para a produção nacional de quadrinhos. O projeto também evocava diretamente a Lei nº 2.083/1953, reforçando a intenção de controlar não apenas a origem do conteúdo publicado, mas também sua adequação moral e temática ao público juvenil brasileiro.
Jânio acaba renunciando ainda em 1961 Somente em 1963, já sob o governo de João Goulart, o projeto de Quadros foi publicado oficialmente por meio do  Decreto-lei nº 52.497, que dizia:
Art. 2º Consideram-se histórias nacionais aquelas que utilizam temas brasileiros e cujo desenho e argumento sejam criação original de artistas brasileiros, ou de estrangeiros radicados no Brasil.
     Parágrafo único. Considerando-se também histórias nacionais, para os fins dêste decreto, aquelas que versam temas históricos, culturais, religiosos ou científicos, desde que o desenho e o argumento, ou adaptação, sejam de autoria de artistas brasileiros ou estrangeiros radicados no Brasil.
    Art. 3º As histórias em quadrinhos, nacionais e estrangeiras não poderão conter narrativas de caráter obsceno nem encerrar abusos no exercício da liberdade de imprensa, aplicando-se aos jornais, revistas e quaisquer periódicos que publicarem histórias do gênero aqui previsto, ao disposições da Lei 2.083, de 13 de novembro de 1953, notadamente os arts. 53 e seguinte do citado diploma legal.
     Parágrafo único. Estão compreendidas nas restrições impostas na Lei e no presente artigo as narrativas ofensivas a quaisquer países, bem como as que sirvam à propaganda de guerra, propagação do racismo, e que contenham cenas de prostituição e sadismo.
  As principais editoras de quadrinhos pediram a anulação do decreto-lei, em outubro.
Em 1976, a Rio Gráfica Editora, signatária do Código de Ética, lançou Kripta, uma revista de terror que trazia material das revistasCreepy e Eerie da americana Warren Publishing, que não eram submetidas ao Comics Code e destinadas aos adultos, ao invés do formato magazine, adotou formatos menores no Brasil. A revista passou por fases distintas tanto no conteúdo quanto na concepção visual. Até a edição 26, teve  foi inicialmente publicada  no formato 17 x 24 cm, entre os números 27 e 50, adotou o formatinho (13,5 x 20,5 cm), e depois passou para o mini-formatinho (13,5 x 19 cm).

### Regras do código de ética[56]
- As histórias em quadrinhos devem ser um instrumento de educação, formação moral, propaganda dos bons sentimentos e exaltação das virtudes sociais e individuais.
- Não devendo sobrecarregar a mente das crianças como se fossem um prolongamento do currículo escolar, elas devem, ao contrário, contribuir para a higiene mental e o divertimento dos leitores juvenis e infantis.
- É necessário o maior cuidado para evitar que as histórias em quadrinhos, descumprindo sua missão, influenciem perniciosamente a juventude ou dêem motivo a exageros da imaginação da infância e da juventude.
- As histórias em quadrinhos devem exaltar, sempre que possível, o papel dos pais e dos professores, jamais permitindo qualquer apresentação ridícula ou desprimorosa de uns ou de outro.
- Não é permissível o ataque ou a falta de respeito a qualquer religião ou raça.
- Os princípios democráticos e as autoridades constituídas devem ser prestigiadas, jamais sendo apresentados de maneira simpática ou lisonjeira os tiranos e inimigos do regime e da liberdade.
- A família não deve ser exposta a qualquer tratamento desrespeitoso, nem o divórcio apresentado como sendo uma solução para as dificuldades conjugais.
- Relações sexuais, cenas de amor excessivamente realistas, anormalidades sexuais, sedução e violência carnal não podem ser apresentadas nem sequer sugeridas.
- São proibidas pragas, obscenidades, pornografias, vulgaridades ou palavras e símbolos que adquiram sentido dúbio e inconfessável.
- A gíria e as frases de uso popular devem ser usadas com moderação, preferindo-se sempre que possível a boa linguagem.
- São inaceitáveis as ilustrações provocantes, entendendo-se como tais as que apresentam a nudez, as que exibem indecente ou desnecessariamente as partes íntimas ou as que retratam poses provocantes.
- A menção dos defeitos físicos e das deformidades deverá ser evitada.
- Em hipótese alguma, na capa ou no texto, devem ser exploradas histórias de terror, pavor, horror, aventuras sinistras, com as suas cenas horripilantes, depravação, sofrimentos físicos, excessiva violência, sadismo e masoquismo.
- As forças da lei e da justiça devem sempre triunfar sobre as do crime e da perversidade. O crime só poderá ser tratado quando for apresentado como atividade sórdida e indigna, e os criminosos sempre punidos pelos seus erros. Os criminosos não podem ser apresentados como tipos fascinantes ou simpáticos e muito menos pode ser emprestado qualquer heroísmo às suas ações.
- As revistas infantis e juvenis só poderão instituir concursos premiando os leitores por seus méritos. Também não deverão as empresas signatárias deste Código editar para efeito de venda nas bancas, as chamadas figurinhas, objeto de um comércio nocivo à infância.
- Serão proibidos todos os elementos e técnicas não especificamente mencionados aqui, mas contrários ao espírito e à intenção deste Código de Ética, e que são considerados violações do bom gosto e da decência.
- Todas as normas aqui fixadas se impõem não apenas ao texto e aos desenhos das histórias em quadrinhos, mas também às capas das revistas.

- As revistas infantis e juvenis que forem feitas de acordo com este Código de Ética levarão na capa, em lugar bem visível, um selo indicativo de sua adesão a estes princípios.